# Ali Semi Sefil
Ali Semi Sefil (* 17. Januar 2013 in Istanbul) ist ein türkischer Kinderdarsteller.

## Leben und Karriere
Sefil wurde am 17. Januar 2013 in Istanbul geboren. Seinen Durchbruch erlangte er mit der Rolle des Doruk Çeşmeli in der Fernsehserie Kadın, die von 2017 bis 2020 ausgestrahlt wurde. Anschließend war er 2018 in dem Film Kelebekler zu sehen. Im selben Jahr wurde er bei den 45. Pantene Altın Kelebek Ödülleri als „Bester Kinderschauspieler“ ausgezeichnet. Unter anderem spielte Sefil 2024 in dem Film Baba Beni Güldürsene mit.

## Filmografie
- 2017–2020: Kadın (Fernsehserie)
- 2018: Kelebekler
- 2024: Baba Beni Güldürsene